# Rodolfo Ramón de Roux
Rodolfo Ramón de Roux es un autor e historiador franco-colombiano nacido en 1945 en Cali, Colombia.   
Sus investigaciones sobre la socio-historia del catolicismo latinoamericano se han centrado especialmente en los siguientes temas: teología de la conquista (siglo XVI) y teología de la liberación (siglo XX); la construcción de un "continente católico" en América Latina; la relación entre evangelización y mesianismo, guerra y religión, cristianismo y marxismo, Iglesia católica y  Estado colombiano.
También se ha interesado por el tema de las utopías sociales, la enseñanza de la historia y la construcción de identidades nacionales en América Latina.
Desde 2008, en paralelo a su carrera académica, ha publicado varios ensayos de aforismos: «Notas de ruta: Aforismos y Fragmentos» (2008), «Pensamínimos» (2016), «Diccionario para malpensantes» (2016, quinta edición 2023) y «Diálogos de ultratumba» (tomo I-IV, 2022-25).

## Biografía[9]

### Estudios y carrera profesional
En los años sesenta y setenta, de Roux obtuvo la licenciatura en Filosofía y Letras y la maestría en Teología en la Universidad Javeriana de Bogotá, donde fue profesor de historia de la Iglesia católica en América Latina y de epistemología de la historia en  1973/74 y 1986/87.
De 1962 a 1981 fue miembro de la Compañía de Jesús en Colombia, lo que contribuyó a que a veces se le confundiera con su tocayo Rodolfo Eduardo de Roux Guerrero (Cali, 1925), teólogo y poeta jesuita.
De 1975 a 1989, fue miembro de la CEHILA (Comisión para el Estudio de la Historia de las Iglesias en América Latina y el Caribe) como coordinador para Colombia y Venezuela, y fue durante diez años miembro de su Junta Directiva. 
En 1981, bajo la dirección de Émile Poulat, se doctoró en "Ciencias Sociales de las Religiones" en la École des Hautes Études en Sciences Sociales.
De 1983 a 1988, enseñó en la Universidad Pedagógica Nacional de Colombia, donde fue decano de la Facultad de Humanidades. 
En 1988 comenzó su carrera académica en Francia, en la Universidad de Toulouse-Jean Jaurès, entonces conocida como Universidad de Toulouse-Le Mirail. En 1992 se doctoró allí en "Estudios sobre América Latina" -con especialización en Historia-  bajo la dirección de Georges Baudot.
Fue codirector del Instituto pluridisciplinario para los estudios sobre América Latina de Toulouse (IPEALT) y miembro del Grupo de investigación sobre América Latina (GRAL, Toulouse). Fue también director del equipo Historia, Sociedad y Culturas en América Latina (HICSAL, Toulouse) en el laboratorio de investigación Francia, Américas, España. Sociedad, Poderes, Actores (FRAMESPA, Toulouse).
Es profesor emérito de civilización hispanoamericana en la Universidad de Toulouse – Jean Jaurès. 

### Publicaciones

#### Obras colectivas
Ha participado en más de 25 obras colectivas, entre las que destacan:
- «Historia General de la Iglesia en América Latina», Editorial Sígueme, 1981[12]

En esta obra, una de las más completas sobre la historia general de la Iglesia en América Latina, coordinó el volumen sobre Colombia y Venezuela y escribió la sección sobre la Iglesia católica en el siglo XX. La publicación, en once volúmenes, se realizó en el marco de la CEHILA - Comisión para el Estudio de la Historia de la Iglesia en América Latina y el Caribe.
- «La modernité religieuse en perspective comparée: Europe latine - Amérique latine», Editions Karthala, 2001[13] Publicado en 2001 por Editions Karthala, el libro es el resultado de un coloquio dirigido por Jean-Pierre Bastian celebrado en la Universidad Marc Bloch de Estrasburgo. El libro estudia, entre otras cosas, los procesos de secularización en los siglos XIX y XX en Europa y América Latina. Con el fin de realizar un estudio comparativo, el libro incluye artículos de especialistas de distintas procedencias, con Rodolfo R. de Roux representando a Colombia a través de su artículo sobre "Las etapas de la secularización en Colombia" (p.95-106).

El libro se publicó también en 2005 con el título «La modernidad religiosa. Europa latina y América latina en perspectiva comparada» por el  Fondo de Cultura Económica de México.
- «El cristianísimo : gran atlante», Edición UTET, 2006[14]

Este gran atlas sobre el cristianismo es una obra en tres volúmenes publicada en 2006 por UTET, una editorial de Turín desde 1791. Rodolfo R. de Roux contribuyó en el primer volumen con el capítulo «Le chiese in America Latina dopo il periodo missionario».
- «Histoire de l'Humanité», UNESCO, Collection Histoire Plurielle[15]

En el volumen VI de la «Historia de la Humanidad», que trata del periodo comprendido entre 1789 y 1914, Rodolfo R. de Roux es coautor del capítulo 9 (pp. 655-724) sobre el lugar de la religión en el siglo XIX – coordinado por Émile Poulat – en el que de Roux es responsable de la sección sobre América Latina.
   •    «De l'un au multiple. Dynamiques identitaires en Amérique latine», Presses Universitaires du Mirail, 2008
En dicha obra, de Roux es autor de un largo ensayo (p. 139-184) titulado “De la nation catholique à la république pluriculturelle en Amérique latine”. En él analiza cómo las llamadas “naciones católicas” latinoamericanas fueron el fruto de una ardua y conflictiva construcción a lo largo del siglo XIX y primera mitad del siglo XX, yaborda luégo cómo se ha dado el paso de “nación católica” a “república pluricultural” en numerosos países latinoamericanos en el último tercio del siglo XX. 
- Diccionario «Les Amériques», Ediciones Robert Laffont, 2016[17]

Este diccionario en dos volúmenes, lanzado por el Instituto de las Américas (París), trata temas arqueológicos, históricos, literarios, diplomáticos y políticos desde la época precolombina hasta la actualidad. En el volumen I «De lo precolombino a 1830», Rodolfo de Roux escribe los artículos "Catolicismo", "Evangelización", "Misioneros y órdenes religiosas", "Jesuitas", "Virgen de Guadalupe", "Cartagena de Indias" e "Istmo de Panamá". En el volumen II "De 1830 a nuestros días", es autor de los artículos "Catolicismo", "Papa Francisco" y "Religiones".
- «Dictionnaire historique de la théologie de la libération», Lessius, 2017[18]

Primer diccionario dedicado a la teología de la liberación, el libro repasa esta corriente desde sus orígenes hasta la actualidad, tanto en América Latina como en el resto del mundo. 
- «Violencias y Resistencias. América Latina entre la historia y la memoria», Ediciones Doce Calles, 2022.[19]

Esta obra es producto del Primer seminario internacional «Historia y memoria de violencia y conflictos en América Latina» que se desarrolló de manera virtual entre el 11 de agosto y el 23 de noviembre de 2020. En ella de Roux contribuye con el escrito «Religión y Revolución. Teología de la liberación; surgimiento, auge, crisis, persistencia».

#### Publicaciones académicas
Durante su carrera, formó parte del consejo editorial de cinco revistas académicas. Entre sus artículos, podemos citar en particular:
- «Nouveau Monde, nouvelle Église», Recherche de Science Religieuse, 1992[20]
- «Santas y justas lides. La guerra y el Dios cristiano en suelo americano», L'ordinaire latino-américain, 2003[21]
- «Los inciertos parajes de una nueva geografía religiosa en América Latina», L'ordinaire latino-américain, 2005[22]
- «La Iglesia católica en América Latina: Algunos desafíos de la historia reciente», Alternativas, 2006[23]
- «La romanización de la Iglesia católica en América Latina: una estratégia de larga duración.», Pro-Posições, 2014[24]
- «Matrimonio, sexualidad y bioética en el magisterio pontificio: de Pío XI a Francisco. Breves consideraciones históricas sobre una enseñanza insistente y prolífica», Pro-Posições, 2017[25]

De 1998 a 2018 estuvo muy activo en la revista universitaria Caravelle. Cuadernos del Mundo Hispánico y Luso-Brasileño, donde coordinó los números especiales «Deportes en America», «Iconos de América Latina» y «Creer hoy en America Latina».
Publicará entre otros en Caravelle los siguientes artículos:
- «La insolente longevidad del héroe patrio», Caravelle, 1999[30]
- «Entre el "aquí y ahora" y el "después y más allá". Milenio, Nuevo Mundo y Utopía», Carabela, 2001[31]
- «Álvaro Mutis: la historia sin ilusiones», Carabela, 2006[32]
- «La Iglesia católica en América Latina a la hora del papa Francisco», Carabela, 2017[33]